# Christa Pasemann

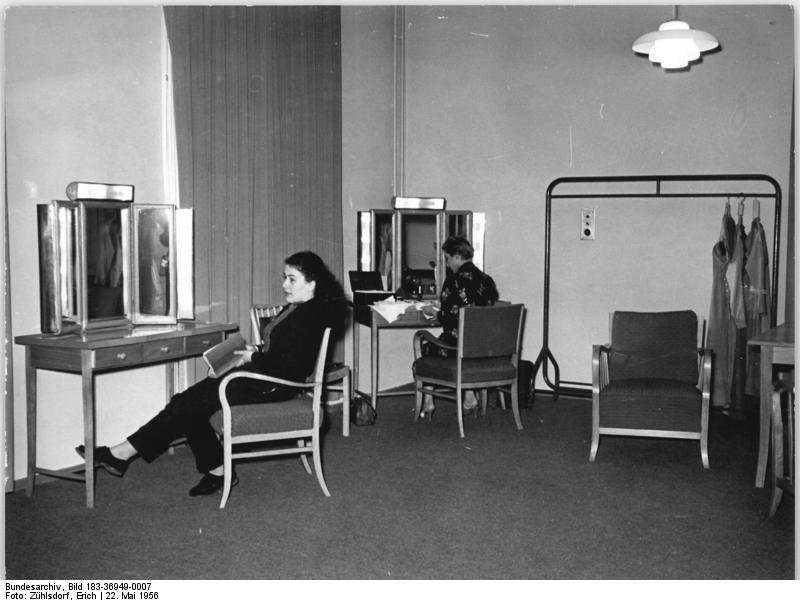
Christa Pasemann (links) mit Felicitas Wenck in einer Garderobe des Deutschen Theaters in Berlin 1956 vor ihrem Auftritt in Legende der Liebe

Christa Pasemann (* 3. Januar 1935; † 27. Januar 2018) war eine deutsche Schauspielerin.

## Leben
Sie war eine Theaterschauspielerin, die ihre Ausbildung an der Hochschule für Schauspielkunst „Ernst Busch“ Berlin erhielt. Zum Abschluss ihres Schauspielstudiums schrieb sie die Diplomarbeit „Versuch einer Chronik der Schauspielschule Berlin 1951–1956“. In der Schauspielschule arbeitete sie auch mit Paul Dessau zusammen. Durch ihre Auftritte in DDR-Märchenfilmen und durch ihre Stimme in Hörspielen wurde sie einem breiten Publikum bekannt. Auch im wiedervereinigten Deutschland blieb sie als Schauspielerin tätig, zum Beispiel in Rosa von Praunheims Film Der Einstein des Sex (1999).
Sie trat im Deutschen Theater in Berlin auf, zum Beispiel in Legende der Liebe von Nazim Hikmet mit Felicitas Wenck. Mit ihr trat sie auch in ihrem ersten Film Das Konzert auf.

## Filmografie
- 1956: Das Konzert (Fernsehfilm)
- 1957: Onkelchens Traum oder Eine seltsame Verlobung (Fernsehfilm)
- 1960: Die Venusmädchen (Fernsehfilm)
- 1960: Blaulicht: Der Kindermörder (Fernsehreihe)
- 1960: Pickhuhns Geburtstag (Fernsehfilm)
- 1962: Das grüne Ungeheuer (Fernsehminiserie)
- 1963: Irrungen – Wirrungen (Fernsehfilm)
- 1964: Rose Bernd (Fernsehfilm)
- 1965: Die Himmelfahrt der Galgentoni (Fernsehfilm)
- 1965: Aus dem Tagebuch eines Minderjährigen – Der Alkohol (Fernsehserie)
- 1966: Spur der Steine
- 1969: Wie heiratet man einen König?
- 1969: Geheime Spuren (Fernsehminiserie)
- 1971: Zeit der Störche
- 1971: Die kürzeste Nacht (Fernsehfilm)
- 1971: Der Staatsanwalt hat das Wort: Zwei Promille (Fernsehreihe)
- 1972: Prof. Dr. med. Maria Fabian (Fernsehfilm)
- 1972: Polizeiruf 110: Minuten zu spät (Fernsehreihe)
- 1973: Stülpner-Legende (Fernsehserie – Das Bataillon)
- 1977: Der Staatsanwalt hat das Wort: Fahrspuren
- 1977: El Cantor (Fernsehfilm)
- 1979: Trini
- 1980: Die Verlobte
- 1986: Der Staatsanwalt hat das Wort: Mühlbach & Sohn
- 1986: Der Bärenhäuter
- 1990: Der Streit um des Esels Schatten
- 1991: Tanz auf der Kippe
- 1991: Trillertrine
- 1991: Großvaters Reise
- 1993: Der Einstein des Sex
- 1999: Lucie
- 2001: Das Monstrum
- 2004: Igor (Kurzfilm)
- 2007: Krimi.de – Kein zurück (Fernsehserie)
- 2007: Die Helden aus der Nachbarschaft
- 2008: Flores (Kurzfilm)

## Theater (Auswahl)
Städtische Bühnen Erfurt
- 1958: Johann Wolfgang von Goethe: Götz von Berlichingen (Zigeunerin und als Die Helfensteinerin) – Regie: Eugen Schaub
- 1958: Calderón de la Barca: Dame Kobold (Isabel, Dienerin der Donna Angela) – Regie: Arno Wolf
- 1959: Hans Rosé Rehfisch: Oberst Chabert (Francine) – Regie: Arno Wolf
- 1959: Nikolai Gogol: Der Revisor (Fewronia Petrowna Poschljopina) – Regie: Eugen Schaub
- 1960: Gerhart Hauptmann: Die Weber (Luise Hilse) – Regie: Arno Wolf